# Menschlicher Faktor
Der Begriff Menschlicher Faktor, auch Menschliche Einflussgröße, Humanfaktor (engl. human factor) ist ein Sammelbegriff für psychische, kognitive und soziale Einflussfaktoren in sozio-technischen Systemen und Mensch-Maschine-Systemen. Im Gegensatz zur Ergonomie und zur klassischen Arbeitswissenschaft liegt der Schwerpunkt dabei weniger auf den physischen und anthropometrischen Eigenschaften. Häufig wird vom „Faktor Mensch“ im Bereich Design sowie im Schnittfeld von Sicherheitsfragen und Psychologie gesprochen. Dabei wird von vielen Autoren der Plural, als Menschliche Faktoren bzw. Human Factors, verwendet, um die Mehrdimensionalität und Komplexität der psychologischen und sozialen Einflussfaktoren zu betonen (vergl. Badke-Schaub et al., 2008).
Dabei spielen die psychischen und kognitiven Leistungen und Fähigkeiten von Menschen ebenso eine Rolle wie die Leistungs- und Fähigkeitsgrenzen. Weil sich die Fähigkeiten technischer Systeme immer weiterentwickeln, haben die typisch menschlichen Fertigkeiten, wie die zur Kooperation, zur Problemlösung (Non-Technical Skills), eine immer stärkere Bedeutung. Die Fragestellungen sind: Welche menschlichen Eigenschaften müssen berücksichtigt werden, um
- eine technische Umgebung dem Menschen optimal anzupassen,
- die Aufgaben, Zuständigkeiten und Verantwortlichkeiten zwischen Mensch und Maschine optimal zu verteilen,
- eine reibungslose Interaktion an der Mensch-Maschine-Schnittstelle zu ermöglichen,
- die Folgen technischer und menschlicher Fehler zu vermindern und
- die Sicherheit und Effektivität des Gesamtsystems Mensch-Maschine zu verbessern.

Bei der probabilistischen Berechnung der Zuverlässigkeit von technischen Systemen wird die Eintrittswahrscheinlichkeit einer menschlichen Fehlhandlung zunächst (ohne weitere Eingrenzungen) mit der Zahl 1/100 (0,01) beziffert.
Im Zusammenhang mit dem seit 1993 verstärkten Aufbau einer Sicherheitskultur in der in der Seeschifffahrt durch die Weltschifffahrtsorganisation (International Maritime Organization, Abk.: IMO) veröffentlichte das Nautical Institute in Zusammenarbeit mit Lloyd’s Register seit 2003 Lehrfilme wie „The Human Element – Improving the awareness of the Human Element in the Maritime Industry“  und mit Blick auf die weltweite Umsetzung des ISM-Codes und seine internationale Kontrolle durch die „Port State Control“ vertiefend dargestellt den Lehrfilm „Human Factors (2) - Alert! Maritime Education & Training – Paperwork ….. what Paperwork?“.